# 하나비 (영화)
《하나비》(HANA-BI)는 1997년에 개봉된 일본 영화이다. 반다이 비주얼, 오피스 기타노, 도쿄 FM, TV 도쿄가 제작을 맡았고 기타노 다케시가 감독, 각본, 편집을 맡았다.
주연은 비트 다케시, 기시모토 가요코가 맡았고 제54회 베네치아 국제 영화제에서 황금 사자상을 받은 작품으로서 일본 영화는 《무법자의 일생》 (無法松の一生)이래 40년 만에 이 상을 받았다.
오랫동안 일본 영화 개봉이 금지되었던 대한민국에서 처음으로 개봉된 일본 영화이다.

## 줄거리
불치병에 걸린 아내(기시모토 가요코)를 돌보는 니시(비트 다케시)는 자기 대신에 잠복하던 동료 호리베(오스기 렌)가 범인(야쿠시지 야스에이)이 쏜 총알을 맞았다는 소식을 듣는다. 호리베는 다행히 생명에 지장은 없었으나 두 번 다시 걸을 수 없게 된다. 니시 일행은 범인을 추적하다가 저항하는 범인이 쏜 총알에 부하 다나카(아시카와 마코토)가 죽는다. 니시는 범인을 사살하고도 몇 발이고 범인에게 총을 쏜다. 경찰은 그만 둔 니시는...

## 출연진
- 니시 요시타카 - 비트 다케시
- 니시 미유키 - 기시모토 가요코
- 호리베 - 오스기 렌
- 나카무라 - 데라지마 스스무
- 야쿠자 - 하쿠류
- 폐차장 주인 - 와타나베 데쓰
- 흉악범 - 야쿠시지 야스에이
- 다나카 - 아시카와 마코토
- 다나카의 부인 - 다이케 유코
- 담당의 - 야지마 겐이치
- 연 날리는 소녀 - 기타노 쇼코
- 손자를 데려온 남자 - 도지 다카오

## 제작진
- 감독, 각본, 편집, 삽입 그림 - 기타노 다케시
- 음악 - 히사이시 조
- 촬영 - 야마모토 히데오
- 제작 - 모리 마사유키 등